# Герман Наталія Петрівна
Ната́лія Петрі́вна Ге́рман (* 1963) — українська радянська легкоатлетка; спеціалізувалася в бігу на 100 і 200 метрів.

## Життєпис
Народилась 1963 у Дніпродзержинську (УРСР). У 1987 році виграла дистанцію 200 метрів на Чемпіонаті СРСР з часом 23,25 секунди. Того ж року в Челябінську показала результат 22,47 секунди — це дозволило їй посісти 13-ту сходинку найшвидшої у світі за дисципліну того року.
Виступала за СРСР на Чемпіонаті світу з легкої атлетики 1987 року. В естафеті 4/100 метрів бігла у команді з Іриною Слюсар, Наталією Помощниковою-Вороновою та Ольгою Антоновою; команда здобула бронзові медалі.